# الوارو لوپز (بازیکن فوتبال)
الوارو لوپز (اسپانیایی: Álvaro López‎؛ زادهٔ ۶ اوت ۱۹۹۸) بازیکن فوتبال اهل آرژانتین است.

## باشگاهی
از باشگاه‌هایی که در آن بازی کرده‌است می‌توان به باشگاه فوتبال ولز سارسفیلد اشاره کرد.